# Jessica Hassel
Jessica Cecile Hassel (* 28. April 1975 in Port of Spain, Trinidad und Tobago als Jessica Cecile Morcinek) ist eine deutsche Dermatoonkologin und Hochschullehrerin am Universitätsklinikum Heidelberg der Ruprecht-Karls-Universität Heidelberg.

## Leben und Wirken
Jessica Hassel wuchs im hessischen Büdingen auf, besuchte dort die Grundschule und nachfolgend das Wolfgang-Ernst-Gymnasium. Nach dem Abitur 1994 studierte sie zunächst ein Semester Chemie an der Universität Würzburg, bevor sie im April 1994 am Keokuk Area Hospital in Iowa ihr medizinisches Pflegepraktikum absolvierte. Nach ihrer Rückkehr nach Würzburg wechselte sie ihr Studium hin zu Humanmedizin, welches fortan  von der Studienstiftung des deutschen Volkes gefördert wurde. 2002 beendete sie ihr Studium mit dem Ersten Medizinischen Staatsexamen. Im selben Jahr wurde sie von der Universität Würzburg mit der von Manfred Schartl betreuten Arbeit Untersuchungen zur Apoptoseregulation durch die Melanom-induzierende Rezeptortyrosinkinase Xmrk summa cum laude zur Dr. med. promoviert. Diese Schrift erhielt 2006 den Promotionspreis der Universität Würzburg. Anschließend trat sie eine Stelle als Postdoktorandin an der Hautklinik des Universitätsspitals Zürich an. 2003 wurde Hassel zur Ärztin approbiert und war in der Folge am St. Vincentius Krankenhaus für Innere Medizin in Heidelberg und später in der Hautklinik des Städtischen Klinikums Ludwigshafen tätig. 2007 erwarb sie den Facharzttitel für Dermatologie und Venerologie. 2008 wechselte sie als Oberärztin und wissenschaftliche Mitarbeiterin an Deutsche Krebsforschungszentrum in Heidelberg. Ein Jahr später übernahm sie dort die stellvertretende Leitung der Klinischen Kooperationseinheit für Dermatoonkologie.
2010 wechselte sie zunächst als Oberärztin an die Hautklinik des Universitätsklinikums Heidelberg. Nachdem sie zu ihrem Facharzttitel noch die Zusatzbezeichnungen für Dermatohistologie und für Palliativmedizin erworben hatte, habilitierte Hassel sich 2016 in Heidelberg und erhielt die Venia legendi für die Fächer Dermatologie und Venerologie. 2018 war sie Zweitplatzierte für einen Lehrauftrag für Klinische und molekulare Dermatologie an der Universität Duisburg-Essen und erhielt im selben Jahr den Deutschen Hautkrebspreis. 2019 wurde sie von der Universität Heidelberg zur Professorin berufen. An der Hautklinik des Universitätsklinikums Heidelberg leitet sie zudem die Sektion für Dermatoonkologie und das Hauttumorzentrum Heidelberg. 2024 wurde ihr gemeinsam mit Christiane Bieber der Roemer-Preis der Hans-Roemer-Stiftung für das Forschungsprojekt PEF-Immun verliehen.
Hassel ist Mutter einer Tochter.

## Forschungsschwerpunkte
Hassels Forschungsschwerpunkte liegen vor allem im Bereich des Hautkrebs. Hier konzentriert sie sich vor allem auf die Entwicklung neuer Immuntherapien im Bereich der Immun-Checkpoint-Blocker inklusive der Erforschung potentieller Nebenwirkungen. Hierbei forscht sie zudem an der Etablierung neuer Biomarker für eine mögliche Früherkennung und das Ansprechen einer stattfindenden Behandlung. Hauptschwerpunkte ihrer Forschung sind dabei die Stadien II und III von Hautkrebs.